# Peng Bo
Peng Bo (chinês: 彭勃, pinyin: Péng Bó; Nanchang, 18 de fevereiro de 1981) é um saltador chinês, campeão olímpico.

## Carreira
Ele competiu nos Jogos Olímpicos de Verão de 2004 em Atenas e venceu a prova masculina de trampolim de 3 metros com a pontuação total de 787.38, o título mais importante de sua curta carreira. Além disso, também conseguiu a medalha de ouro nos Jogos Asiáticos de 2002 em Busan.